# Bruno Holzer
Bruno Holzer (Thurgau, 1947) is een Zwitsers voormalig motorcoureur in de zijspanklasse. Zijn beste seizoen was dat van 1979, toen hij samen met bakkenist Karl Meierhans wereldkampioen werd.
Bruno Holzer kwam in 1972 voor het eerst in contact met de motorsport, toen zijn broer als bakkenist met een zijspancombinatie racete. Holzer besloot zelf te gaan racen en vond Karl Meierhans, een schoolvriend van zijn broer, bereid in het zijspan plaats te nemen.
In 1973 reden ze hun eerste race bij de Zwitserse "debutanten", waarin ze vijfde werden. Daardoor werden ze gepromoveerd naar de klasse "Nationalen", maar ze hadden wel een snellere zijspancombinatie nodig. Door hun technische opleidingen waren ze in staat die zelf te bouwen, maar in 1975 schaften ze een professionele LCR-Yamaha aan. In dat jaar werden ze kampioen van Zwitserland.
In 1979 reden de zijspannen in twee klassen: B2A, de meer conventionele zijspannen en B2B, de op de Beo van Rolf Biland geïnspireerde combinaties met moderne techniek, zoals naafbesturing en onafhankelijke wielophangingen zoals die in de autoracerij toegepast werden. Men verwachtte dat Biland oppermachtig zou zijn, omdat hij meer ervaring had met een zijspancombinatie waarbij de bakkenist gewoon in het zijspan kon blijven liggen, zonder het gebruikelijke "turnen" om de combinatie op de weg te houden. De B2B-klasse reed zes wedstrijden, waarvan Biland er samen met Kurt Waltisperg vier won, maar hij viel ook twee keer uit. Holzer/Meierhans scoorden uitsluitend tweede plaatsen, maar hadden op het eind genoeg punten voor de wereldtitel.
Na het seizoen 1980 beëindigden Bruno Holzer en Karl Meierhans hun racecarrière.
Holzer begon in 1983 een garagebedrijf in Neukirch-Egnach en Meierhans richtte zich vanaf 1984 op de productie van stroomlijnkuipen voor racemotoren en zijspancombinaties.

## Wereldkampioenschap wegrace resultaten
(Races in vet zijn pole-positions; races in cursief geven de snelste ronde aan)
| Jaar | Klasse      | Bakkenist      | Team  | Motorfiets | 1     | 2     | 3     | 4      | 5     | 6       | 7      | 8     | 9       | 10     | 11    | 12      | 13     | Punten | Plaats | Overwinningen |
| ---- | ----------- | -------------- | ----- | ---------- | ----- | ----- | ----- | ------ | ----- | ------- | ------ | ----- | ------- | ------ | ----- | ------- | ------ | ------ | ------ | ------------- |
| 1976 | Zijspan     | Karl Meierhans | Privé | LCR-Yamaha | FRA 4 | OOS - |       |        | IOM - | NED -   | BEL 12 |       |         | TSL 16 | DUI 5 |         |        | 14     | 11e    | 0             |
| 1977 | Zijspan     | Karl Meierhans | Privé | LCR-Yamaha |       | OOS 7 | DUI 4 |        |       | FRA DNF |        | NED 5 | BEL DNF |        |       | TSL DNF | GBR 11 | 18     | 10e    | 0             |
| 1978 | Zijspan     | Karl Meierhans | Privé | LCR-Yamaha |       |       | OOS 5 | FRA 5  | NAT 5 | NED 4   | BEL 1  |       |         | GBR -  | DUI 4 | TSL -   |        | 49     | 3e     | 1             |
| 1979 | Zijspan B2B | Karl Meierhans | Privé | LCR-Yamaha |       | OOS 2 |       | FRA 2  |       |         |        |       |         | GBR 2  | DUI 2 | FRA 2   | NED 2  | 72     | 1e     | 0             |
| 1980 | Zijspan     | Karl Meierhans | Privé | LCR-Yamaha |       |       | FRA 6 | JOE 11 | NED 8 | BEL -   | FIN 3  | GBR 9 | TSL 3   | DUI 5  |       |         |        | 37     | 6e     | 0             |